# Unternehmen Brückenschlag
Mit dem Decknamen Unternehmen Brückenschlag wird ein Entsatzunternehmen der deutschen Wehrmacht während des Krieges gegen die Sowjetunion 1942 bezeichnet, welches der Öffnung des Kessels von Demjansk galt.
Unternehmen Brückenschlag bezeichnete hierbei alle von Westen her durchgeführten Militäroperationen zur Öffnung des Kessels. Das Unternehmen wurde am 20. März 1942 südlich Staraja Russa durch die Stoßgruppe Seydlitz (Generalleutnant Walther von Seydlitz-Kurzbach) durchgeführt. Beim Ort Ramuschewo am Lowat-Fluss trafen die Entsatztruppen auf die aus dem Kessel ausbrechenden deutschen Truppen (Unternehmen Fallreep).